# Adolf Jensen
Adolf Jensen (Königsberg, 12 de gener de 1837 - Baden-Baden, 23 de gener de 1879) fou un compositor alemany.
Era el germà gran de Gustav també compositor, malgrat que aquest no assolí la categoria d'Adolf. Feu els seus estudis gairebé senes mestres, ja que havia donat a conèixer alguns dels seus exquisits lieders, quan es decidí a prendre algunes lliçons de Marpurg i de Liszt. El 1856 visqué a Prússia com a professor de música i durant cert temps fou director de l'orquestra de Posen, i el 1858 es traslladà a Copenhaguen, retornant a la seva vila nadiua el 1860. De 1866 a 1868 fou professor de l'Escola Superior de Piano per Tausig a Berlín, deixant el càrrec per manca de salut, fins que va contraure una tisi pulmonar que el portà al sepulcre prematurament.
Encara més que Franz, pot considerar-se a Jensen com l'hereu de Schumann en el difícil gènere del lieder, que li deu verdaderes obres mestres, models d'expressió i sentiment. Entre les seves col·leccions de lieder cal citar:
- Dolorosa,
- Gaudeamus,
- Spanisches Lieder,
- Romanzen und Balladen, etc.

A més, va compondre diversos cors i una sèrie de peces per a piano, que també figuren entre el més notable que s'hagi escrit per aquest instrument;
- Innere Stimmen,
- Wanderbilder,
- Idyllen,
- Hochzeitsmusik,
- Suite alemanya,
- Romantische Studien,

Finalment deixà:
- Jepthas Tochter, per a cors, solos i orquestra.
- Der Gang de Jünger nach Emmaus, per a orquestra.
- Turandot, òpera.